# Bahnhof Bremerhaven-Wulsdorf
Der Bahnhof Bremerhaven-Wulsdorf ist ein Abzweigbahnhof in Bremerhaven.

## Geschichte
Bereits 1862 beantragte der Gemeinderat Wulsdorfs die Erstellung eines Haltepunkts an der Geestbahn zum Bahnhof Geestemünde; er wurde jedoch nicht berücksichtigt. Erst als die Strecke Wulsdorf–Stade errichtet werden sollte, trat eine Veränderung ein. Die Gemeinde hatte sich 1892 beschwert, dass durch die Strecke Bremen–Geestemünde die Wulsdorfer Landwirte von ihren Grundstücken abgeschnitten waren und nur über Bahnübergänge dorthin gelangten. Nun sollte eine weitere Verschärfung durch die neue Strecke dazu kommen und man drohte mit der Verweigerung des erforderlichen Grundstückverkaufs. Die Bahn forderte eine Vorauszahlung von 3.000 Mark für den Grundstückserwerb. Der Gemeinderat forderte einen Personen- und Güterbahnhof. Würde man seitens der Bahn zustimmen, wolle man im Gemeinderat entsprechend abstimmen.
1897 begann man mit der Aufschüttung des Bahndamms nach Stade und am 1. Mai 1899 wurde der Haltepunkt Wulsdorf fertiggestellt. Die Güterabfertigung folgte am 5. Januar 1900. Bis 1907 wurden in Wulsdorf 55.000 Fahrkarten gelöst und 4.000 Güterwagen in Empfang genommen. Hierbei hatte die Strecke nach Stade die größere Bedeutung. Von Bremen kamen täglich 13 Personenzüge und 8 Güterzüge. 12 Personen- und 11 Güterzüge waren es in die andere Richtung. Südlich vom Bahnhof auf der westlichen Bahnstreckenseite, wo auch das erste Bahnhofsgebäude gelegen war, wurde 1911 der Kleinbahnhof der Niederweserbahn errichtet.
Das ehemalige Bahnhofsgebäude auf der Ostseite der Bahnstrecke stammt aus der Zeit um 1910, als die Bahnstrecke Bremen–Bremerhaven zur Bahnstrecke Bremerhaven–Cuxhaven verlängert und auf einem Bahndamm verlegt wurde. Nachdem die neue Strecke nach Geestemünde, Lehe und Cuxhaven eingerichtet worden war, wurde das alte Empfangsgebäude zur Erweiterung des Güterbahnhofs abgerissen.
Mit dem Niedergang des Fischereihafens und des Bahnhofs Fischereihafen verlor auch der Güterbahnhof Wulsdorf seine Bedeutung. Die meisten Gebäude wurden in den 1970er Jahren abgerissen. Lediglich die beiden Beamtenwohnhäuser und das Waschhaus sind erhalten geblieben.

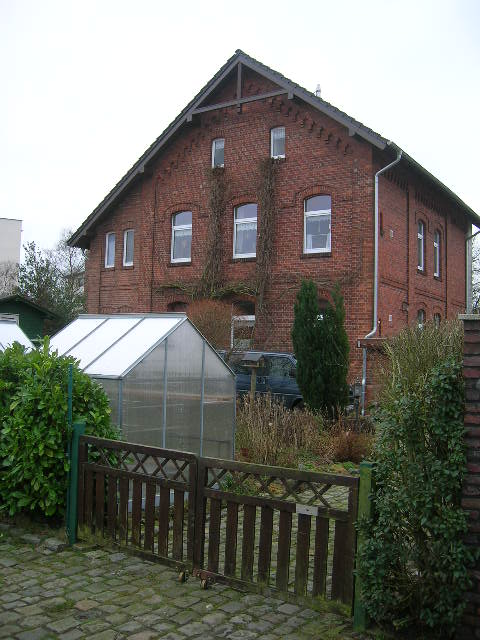
Ehemaliges Beamtenwohnhaus
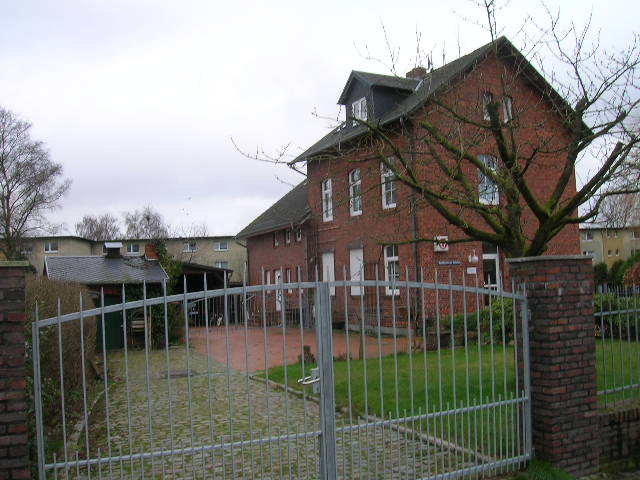
Ehemaliges Wohn- und Waschhaus

## Verkehrsanbindung
Stand: Februar 2023
| Linie | Linienverlauf | Takt                                                                | EVU          |
| ----- | --- | ------------------------------------------------------------------- | ------------ |
| RS 2  | Bremerhaven-Lehe – Bremerhaven Hbf – Bremerhaven-Wulsdorf – Loxstedt – Lunestedt – Stubben – Lübberstedt – Oldenbüttel – Osterholz-Scharmbeck – Ritterhude – Bremen-Burg – Bremen Hbf – Bremen-Hemelingen – Dreye – Kirchweyhe – Barrien – Syke – Bramstedt (b Syke) – Bassum – Twistringen Stand: Fahrplanwechsel Dezember 2023 | 60 min 30 min (Bremen Hbf–Bremerhaven-Lehe in der HVZ-Lastrichtung) | NordWestBahn |
| RB 33 | Cuxhaven – Dorum – Bremerhaven-Lehe – Bremerhaven Hbf – Bremerhaven-Wulsdorf – Geestenseth – Bremervörde – Harsefeld – Buxtehude | 60 min                                                              | EVB          |

Die nächste BremerhavenBus-Haltestelle ist über dem Bahnhof (Linien 502, 517 und ML).

## Gegenwärtige Nutzung
Der Bahnhof liegt an der Haupteisenbahnstrecke mit der STREDA-Nummer 1740. Diese Strecke hat eine überregionale Bedeutung für den Güter- und Personenverkehr. Es gibt eine Abzweigung zur Strecke 1300 nach Buxtehude. Für die durchgehenden Verbindungen im Personenverkehr dienen zwei Gleise, die über einen Bahnsteig erreichbar sind. Der Güter- und Rangierverkehr kann über fünf weitere Gleise umgeleitet werden.
Von Juli 2019 bis Juni 2021 wurde der Bahnhof barrierefrei umgebaut.